# Martinček
Martinček – wieś i gmina (obec) w powiecie Rużomberk, kraju żylińskim, w północnej Słowacji.

## Historia
Rejon wsi był zamieszkiwany przez ludzi już w czasach prehistorycznych. System ziemnych wałów na górze Mních przedstawia sobą najrozleglejsze wyżynne osiedle obronne kultury łużyckiej na Liptowie. W 1260 r. na wzniesieniu ponad dzisiejszą wsią zbudowano kościół p. w. św. Marcina jako wspólny dla sąsiadujących wówczas ze sobą wsi Likavka i Lisková. Wkrótce wokół świątyni zaczęła powstawać nowa wieś – dzisiejszy Martinček.

## Zabytki
Kościół św. Marcina – murowana świątynia katolicka o cechach architektonicznych romańsko-gotyckich. Jedna z najstarszych świątyń w północnej Słowacji i jeden z najlepiej zachowanych przykładów średniowiecznej architektury sakralnej w tym kraju. Jednonawowa, z prostokątnie zamkniętym prezbiterium, dobudowaną zakrystią i czworokątną wieżą dostawioną na osi w XIV w. Nad nawą i prezbiterium dachy dwuspadowe kryte gontem. Wieża nakryta dachem hełmowym z latarnią. Na wieży trzy dzwony z lat 1594, 1763 i 1842.
W XVII w. kościół był w posiadaniu protestantów. Do przebudowy wnętrza w duchu barokowym doszło w roku 1737, kiedy świątynia była już na powrót w rękach katolików. Pomimo przebudowy zachowało się szereg romańsko-gotyckich detali architektonicznych (portal wejściowy, portal zakrystii, okna w wieży). Podczas prac restauracyjnych w 1999 r. wewnątrz świątyni (w prezbiterium, częściowo w nawie) odkryto późnoromańskie naścienne malowidła, pochodzące z ok. 1300 r. Jest to jeden z najlepiej zachowanych zespołów średniowiecznego naściennego malarstwa sakralnego na Słowacji. W następnych latach zostały odkryte i odrestaurowane freski, zajmujące prawie całe wnętrze kościoła. Dekoracje malarskie odkryto również na zewnętrznej, wschodniej ścianie świątyni.